# Serghei Kazakov
Serghei Kazakov (n. 8 iulie 1976, Dimitrovgrad, Regiunea Ulianovsk, RSFS Rusă, URSS) este un boxer ce a reprezentat Rusia, medaliat olimpic. A participat la 2 ediții ale Jocurilor Olimpice (2000, 2004) în care a câștigat o medalie de bronz.